# Bùi Tiến Dũng (Thái Bình)
Bùi Tiến Dũng (sinh ngày 8 tháng 1 năm 1951) nguyên là Ủy viên Trung ương Đảng Cộng sản Việt Nam khóa X, Chủ tịch Hội đồng nhân dân tỉnh Thái Bình, và nguyên Bí thư Tỉnh ủy Tỉnh Thái Bình khóa 17 (2005-2010).

## Tiểu sử
Ông nguyên quán tại xã An Bồi, huyện Kiến Xương, tỉnh Thái Bình. Ông tốt nghiệp Đại học Bách Khoa Hà Nội (khóa 15) với chuyên ngành chế tạo máy năm 1975. Trong thời gian học đại học, ông nhập ngũ vào binh chủng Tăng Thiết Giáp, trực thuộc quân đội nhân dân Việt Nam, từ 1971 đến 1973, trong cuộc kháng chiến thống nhất đất nước. Ông Dũng có hơn 20 năm, từ 1975 đến 1998 làm việc tại Công ty Cơ khí Thái Bình. Tại đây, ông trải qua các vị trí bao gồm Trưởng phòng kỹ thuật, Phó Giám đốc, Giám đốc Công ty trong 10 năm.
Sau đó, ông Bùi Tiến Dũng giữ những chức vụ quan trọng trong bộ máy chính quyền tỉnh Thái Bình, bao gồm: Bí thư Thị ủy Thị xã Thái Bình (nay là thành phố Thái Bình), Phó Chủ tịch Ủy ban nhân dân tỉnh, Phó Bí thư Tỉnh ủy, Chủ tịch Ủy ban nhân dân Tỉnh Thái Bình. Ông tham gia Tỉnh ủy Thái Bình từ khóa 12 đến 17.